# Туризм
Тури́зм (туристи́ческие пое́здки) (от фр. tour) — выезды (путешествия) посетителей в другую страну или местность, отличную от места постоянного жительства, с любой целью, кроме трудоустройства. Человека, совершающего такое путешествие, называют «туристом», «путешественником», «посетителем». Сферы экономики, которые охватывают коммерческую деятельность организаций, в основном связанных с туризмом, относят к отраслям туризма, например, бюро путешествий и другие услуги бронирования.
Среднегодовой рост количества туристических поездок в последние десятилетия превышал 4 %, достигнув 6 % в 2017 и 2018 гг. Если в 1950 г. число международных туристических прибытий составляло 25 млн чел., то в «допандемийном» 2019 г. уже в 60 раз больше: 1,5 млрд чел. Из-за COVID-19 и связанных с ним ограничений число международных туристических прибытий по итогам 2020 г. упало на 73 %, до 401 млн чел. — самого низкого показателя с 1989 г. В 2021—2022 гг. произошло восстановление количества международных туристических поездок: на 4 %, до 416 млн чел. в 2021 г., и более чем в 2 раза в 2022 г. — до 960 млн чел.
Проблемы определения и употребления терминов
Дать краткое и при этом полное определение понятию «туризм» из-за многообразия выполняемых им функций и большого числа форм проявления, довольно сложно. В процессе развития давались различные толкования этому термину, и каждое из них отражает те или иные стороны туризма. Базовыми критериями для определения «туризма» являются:
1. Изменение места: перемещение в место, находящееся за пределами ежедневной среды обитания.
2. Пребывание в другом месте: место пребывания не должно быть местом постоянного или длительного проживания (12 и более месяцев).
3. Оплата деятельности в посещаемом месте: целью поездки не должно быть осуществление деятельности, оплачиваемой из источника в посещаемом месте или трудовой деятельностью (оплатой труда).

Федеральный Закон «Об основах туристской деятельности в Российской Федерации», беря за основу определение ЮНВТО, так определяет понятия туризм и турист:
Туризм — временные выезды (путешествия) граждан Российской Федерации, иностранных граждан и лиц без гражданства (далее — лица) с постоянного места жительства в лечебно-оздоровительных, рекреационных, познавательных, физкультурно-спортивных, профессионально-деловых, религиозных и иных целях без занятия деятельностью, связанной с получением дохода от источников в стране (месте) временного пребывания.
Турист — лицо, посещающее страну (место) временного пребывания в лечебно-оздоровительных, рекреационных, познавательных, физкультурно-спортивных, профессионально-деловых, религиозных и иных целях без занятия деятельностью, связанной с получением дохода от источников в стране (месте) временного пребывания, на период от 24 часов до 6 месяцев подряд или осуществляющее не менее одной ночевки в стране (месте) временного пребывания.
Современный туризм невозможен без деятельности по производству туристического продукта: специальной одежды, снаряжения, отелей, экскурсионных бюро, транспорта и т. д. Однако в предлагаемых ныне определениях эта деятельность не отражается.
Дискуссионным также является вопрос об употреблении русских прилагательных «туристский» и «туристический».
Согласно Толковому словарю русского языка Ефремовой, слово «тури́стский» означает «соотносящийся по значению с существительным: турист, туристка, связанный с ними», «свойственный туристу, туристке…», «принадлежащий туристу, туристке»; а слово «туристи́ческий» — «соотносящийся по значению с существительным: туризм, связанный с ним», «свойственный туризму, характерный для него».
Однако Федеральный закон РФ «Об основах туристской деятельности в Российской Федерации» от 24.11.1996 не содержит слова «туристический», используя слово «туристский» во всех случаях.
В Большой российской энциклопедии используются оба слова.

## Классификации
Классификаций туризма достаточно много. В первую очередь, различают выездной, въездной и внутренний туризм:
Выездной туризм — связан с перемещением граждан одной страны за её границы.
Внутренний туризм — перемещение туристов внутри одной страны.
Въездной туризм — въезд иностранцев на территорию государства.
В зависимости от критерия, по которому оценивается путешествие, можно выделить множество классификаций.

| - по цели путешествия: - рекреационный туризм - медицинский туризм - оздоровительный туризм - познавательный (экскурсионный) туризм - гастрономический туризм - спортивный туризм - рекреационное рыболовство - экстремальный туризм - сельский туризм - экотуризм - по ландшафтному и географическому признаку - по способу передвижения: активный, транспортный туризм. | - Деловой туризм - Другие классификации - по способу экипировки - по организационной форме - по возрастно-социальному признаку - по активности во время отпуска - по другим признакам. Также важно разделение туризма на индивидуальный туризм (включая самостоятельный туризм) и групповые туры. |

## История
Туризм как специфическая форма деятельности возник сравнительно недавно, но корни его уходят в древние времена. Считается, что термин «туризм» ввёл французский писатель Анри Стендаль (1783—1843) или, по меньшей мере, он популяризировал его.

### Этап профессиональных путешествий и элитного туризма
С древнейших времён множество людей отправлялись в путешествия с целью познания мира и открытия новых территорий, с торговыми, дипломатическими, военными, религиозными и иными миссиями. Все эти путешественники нуждались в определённых услугах со стороны местного населения в плане размещения, питания и т. д. Исторически первыми предприятиями индустрии туризма стали таверны, пользовавшиеся сомнительной репутацией домов терпимости.
В античные времена основными мотивами путешествий были торговля, образование, паломничество, лечение.
В Древней Греции зародились и спортивные поездки (Олимпийские игры). Развитие торговли привело к массовому строительству дорог, постоялых дворов, таверн. Некоторые постоялые дворы по роскоши не отличались от домов богатых людей.
Римская аристократия активно участвовала в рекреационных путешествиях — на свои виллы, к морю, в горы.
На востоке в древности путешествовали караванами на верблюдах. Ночевали в шатрах или в караван-сараях (постоялый двор с загоном для животных). Уровень обслуживания был намного выше, чем в Европе, из-за более активной торговли.

В Средние века большое распространение получило паломничество к христианским и мусульманским святыням. Паломничество пользовалось поддержкой церкви, путешествующим предоставлялась свобода перемещения между государствами и различные льготы, существовали межнациональные традиции гостеприимства. Паломниками составлялись путеводители, они писали дневники, которые знакомили их земляков с неизвестными им культурами. При этом наряду с религиозными целями, паломничества могли выполнять и чисто светские задачи. В западноевропейском средневековом обществе они выполняли разнообразные функции: религиозные, утилитарно-бытовые, нормативно-этические, социально-структурирующие, коммуникативные, политические.
Но, надеясь, однако, на милость Божию и на вашу молитву — что простит мне Христос Бог мои грехи бесчисленные, описал я этот путь и места те святые, не возносясь, не величаясь этим путем, будто что-нибудь доброе сотворил на этом пути, — да не будет того: никакого ведь добра не сотворил я на пути том, — но по любви к святым тем местам описал я все, что видел глазами своими, дабы не забыто было то, что дал Бог видеть мне, недостойному.Из «Хождения игумена Даниила» (XII век)
Постепенно росло количество вагантов (странствующих студентов), путешествующих по миру и различным университетам и общающихся там с учёными мужами. Преподавание в средневековых университетах велось на латинском языке, что позволяло без проблем переходить из университета в университет.
Рост интереса к культуре Древней Греции и Рима способствовал появлению первых музеев. Так в 1471 г. по решению Папы Римского Сикста IV в Капитолийском дворце было выделено несколько залов для экспонирования древних статуй и произведений искусства.
Эпоха Ренессанса ослабила религиозные мотивы и усилила индивидуальный характер и образовательную направленность поездок. Молодые люди нередко отправлялись в тур по Европе, прежде чем заняться профессией. Европейское общество отдыхало на курортах Швейцарии, Германии, Австрии, Греции, Италии.

### Этап массового туризма
Этот этап характеризуют: зарождение специализированных предприятий по производству туристических услуг (XIX век), а также становление массового и социального туризма (до Второй мировой войны) и быстрое развитие индустрии туризма и массового конвейерного туризма (до 80-х годов XX века).
Зарождению массового туризма способствовало развитие промышленности, а как следствие — разграничение свободного времени, появление оплачиваемых отпусков. Кроме того, революционное развитие транспорта — появление парохода, паровоза, расширение сети дорог также сыграло важную роль.
Первые высококлассные гостиницы появились в Германии и Швейцарии в начале XIX века, во второй половине века — создаются бюро путешествий, которые организовывали туристические поездки и реализовывали их потребителю.
В первой половине XX века в Германии и СССР стимулировался массовый отдых, спортивный туризм и военно-прикладные виды спорта.
После экономического спада, связанного со Второй мировой войной, начался новый этап. С 50—60-х началось активное развитие туристических фирм, массового строительства гостиниц, кемпингов и разного рода увеселительных заведений. Европейский туризм был ориентирован на приём американских туристов, а с 70-х годов наметился рост и выездного туризма.
С 80-х годов темпы роста туризма замедлились, а массовый туризм трансформировался в дифференцированный. Туризм становится образом жизни, усиливается тенденция к расширению ассортимента услуг, появлению новых объектов рекреации. Популярными становятся индивидуальные туры, экологический и спортивный туризм.

#### В СССР
В СССР развивалась сеть профсоюзных лечебно-профилактических и курортных учреждений, детский сезонный и спортивный туризм.
Выездной туризм за пределы СССР был обставлен многочисленными препонами и доступен только узкой группе лиц; путешествия за границу семьями не допускались.
Наряду с этим, СССР по размаху туристического движения занимал одно из первых мест в мире.
В 1959 году была выпущена серия почтовых марок СССР, посвящённых туризму
- Почтовые марки СССР

## Индустрия туризма
На смену индустриальной эпохе, в которой основной ценностью было материальное благополучие, приходит постиндустриальная эпоха, где главной целью являются впечатления и ощущения. Немаловажными факторами, влияющими на развитие туризма стали развитие транспорта, связи, растущей мобильности, урбанизация, сокращение рабочего времени, рост общественного богатства.
В этих условиях социально-экономические позиции туризма быстро укрепляются, его доля в мировой торговле услугами составляет более 30 %. Туризм стал одним из самых прибыльных видов бизнеса и сегодня использует до 7 % мирового капитала. Годовой доход от международного туризма ещё в 1995 году оценивался в 373 миллиарда долларов США; при этом совершено было 567 миллионов международных поездок. Туризм обеспечивает работой 137 миллионов человек.
На сферу туризма приходится около 6 % мирового ВНП (2008; в 2018 — 10 %; то есть на мировом рынке туристский продукт лидирует наравне с нефтью) ; 6 % рабочих мест; 11 % мировых потребительских расходов. Ежегодный рост инвестиций в индустрию туризма составляет около 35 %.
Реализация туристского бизнеса в условиях рынка может быть осуществлена при наличии четырёх основных составляющих: капитала, технологии, кадров, рекреационных ресурсов. Это означает, что недостаточно, имея капитал, приобрести кадры, технологию и заниматься туризмом. Для этого необходимо выбрать место, где имеются рекреационные ресурсы, а если такого места нет, то создать его. Это одна из специфических особенностей туристского бизнеса в условиях рынка. Так как четвёртая составляющая — рекреационные ресурсы — является наиболее дешёвой, то в целом это определяет высокую рентабельность туристского бизнеса; если туризм связан с созданием туристского ресурса, то себестоимость туристского продукта резко возрастает.

### Рекреационные ресурсы
Поскольку рекреационные ресурсы распределены на планете крайне неравномерно, все большее количество людей отправляется в путешествие с рекреационными целями и мотивами. Эти рекреационные путешествия (лечебные, оздоровительные, познавательные, спортивные) стали основой развития рекреационного туризма; рекреационные аспекты всегда присутствуют и в деловых видах туризма (бизнес-туризме, конгресс-туризме, шопинг-туризме).
Под рекреационными ресурсами понимают — совокупность природных и искусственно созданных человеком объектов, пригодных для создания туристического продукта. Как правило, рекреационные ресурсы определяют формирование туристического бизнеса в том или ином регионе. Эти ресурсы имеют следующие основные свойства: аттрактивность (привлекательность), климатические условия, доступность, степень изученности, экскурсионная значимость, социально-демографические характеристики, потенциальный запас, способ использования и др., данные ресурсы используются в оздоровительных, туристических, спортивных и познавательных целях.
Рекреационные ресурсы условно можно подразделить на природные и социально-экономические (социально-культурные).
Природные ресурсы туризма классифицируют:
- по принадлежности к определённым компонентам природной среды (климатические, водные, лесные и т. д.).
- по функциональному назначению (оздоровительные, познавательные).
- по иссякаемости (иссякаемые: объекты любительской охоты, рекреационного рыболовства и неиссякаемые: солнце, морская вода).
- по возобновляемости (возобновляемые: растения, рыбы, животные и не возобновляемые: лечебные грязи, памятники культуры).

Социально-экономические ресурсы включают:
- культурно-исторические объекты (памятники и памятные места, музеи, архитектурные ансамбли).
- культурно-исторические явления (этнографические, религиозные).
- экономические (финансовые, инфраструктурные, трудовые).

Несмотря на свою социально-гуманную роль, туризм видоизменяет окружающую среду. Снижение ущерба индустрии туризма окружающей среде регулируется на государственном и международном уровнях за счёт экологического просвещения, налогового регулирования, ограничения туристическо-рекреационной нагрузки на природные ресурсы и т. д.
Таким образом, рекреационные ресурсы рассматриваются как один из факторов развития туризма и основа для планирования производства туристического продукта.

### Экономические факторы
Быстрое усиление финансово-экономических позиций туристской отрасли привело к тому, что во многих странах мира туризм стал существенным фактором регионального развития. Органы территориального управления различных иерархических уровней, от графств и районов до федеральных властей, заботятся о развитии туризма и местностей, обладающих ценными рекреационными ресурсами. Туризм рассматривается как катализатор региональной экономики, позволяющий задействовать не только весь комплекс рекреационных ресурсов, но и наиболее эффективным образом использовать совокупный производственный и социально-культурный потенциал территории при сохранении экологического и культурного разнообразия.
Исходя из этого, власти инициируют разработку стратегии туристской активности, совместно с бизнесом — разработку туристской инфраструктуры, создание национальных парков и рекреационных зон, привлечение инвестиций и рост числа визитов в регион.
Туристский продукт окончательно превратился в экономическую категорию лишь в условиях массового туризма. Интенсивность туризма — показатель, дающий представление о том, какая часть населения страны (в процентах) ежегодно совершает хотя бы одну поездку. Когда интенсивность туризма выше 50 %, можно говорить, что в данной стране туризм имеет массовый характер. Туристский баланс страны — это отношение между стоимостью товаров и услуг, реализованных иностранцам в данной стране, и стоимостью товаров и услуг, реализованных гражданам данной страны за рубежом. Если сальдо туристского баланса положительное, то говорят, что для экономики этой страны туризм активный (Таиланд, Швейцария), если отрицательное — пассивный (Германия, Россия).
С экономической точки зрения привлекательность туризма как составной части услуг — в более быстрой окупаемости вложенных средств и получении дохода в свободно конвертируемой валюте. Туристский бизнес стимулирует развитие других отраслей хозяйства: строительства, торговли, сельского хозяйства, производства товаров народного потребления, связи и т. д.
Данный бизнес привлекает предпринимателей по многим причинам: небольшие стартовые инвестиции, растущий спрос на туристские услуги, высокий уровень рентабельности и минимальный срок окупаемости затрат. В туристской индустрии динамика роста объёмов предоставляемых услуг приводит к увеличению числа рабочих мест намного быстрее, чем в других отраслях. Временной промежуток между ростом спроса на туристские услуги и появлением новых рабочих мест в туристском бизнесе минимальный.
Туризм, помимо огромного экономического значения, играет большую роль в расширении границ взаимопонимания и доверия между людьми разных религий и культур. Его деятельность не ограничивается только торговлей товарами и услугами и поиском новых торговых партнёров. Она направляется также на установление взаимоотношений между гражданами разных стран для сохранения и процветания мира.
Задача развития туризма требует решения множества сопутствующих задач, например развитие транспортной системы, развитие системы общественного питания, улучшение имиджа, развитие информационной инфраструктуры.
Статистика
Согласно данным Всемирной туристской организации число только международных туристских поездок составило: в 2004 году — 766 млн; в 2007 — около 900 млн.
Страны, демонстрирующие сильный международный туризм и рост туризма в период между 2010—2016 гг. (по данным Всемирный совет путешествий и туризма):
| 1  | Мьянма              | 73,5 % |
| 2  | Судан               | 49,8 % |
| 3  | Азербайджан         | 36,4 % |
| 4  | Катар               | 34,1 % |
| 5  | Сан-Томе и Принсипи | 30,1 % |
| 6  | Шри-Ланка           | 26,4 % |
| 7  | Камерун             | 25,5 % |
| 8  | Грузия              | 22,7 % |
| 9  | Исландия            | 20,0 % |
| 10 | Кыргызстан          | 19,5 % |

Страны, которые в 2016 году добились лучших успехов в индустрии туризма и туризме (по данным Всемирный совет путешествий и туризма):
| 1  | Азербайджан | 46,1 % |
| 2  | Монголия    | 24,4 % |
| 3  | Исландия    | 20,1 % |
| 4  | Кипр        | 15,4 % |
| 5  | Казахстан   | 15,2 % |
| 6  | Молдова     | 14,2 % |
| 7  | Коста-Рика  | 12,1 % |
| 8  | Грузия      | 11,2 % |
| 9  | Шри-Ланка   | 10,7 % |
| 10 | Таиланд     | 10,7 % |

## География туризма

### Европа
Европейские страны принимают наибольшее число иностранных туристов. В 1989—1997 годах число туристов, прибывших в Европу, увеличилось до 350 млн человек, а денежные поступления от международного туризма возросли в 2 раза.
Однако доля Европы в мировом туризме постепенно падает. Исследования национальной принадлежности туристов, путешествующих по континенту, показывают, что 90 % европейских туристов — это жители самих европейских стран: немцы составляют 19 % от общего числа путешествующих, британцы — 10 %, французы — 7 %, датчане — 6 %.
Относительная потеря доминирующего положения Европы в туризме вызвана:
- старением туристического продукта южноевропейских стран (Греция и Италия);
- высокие цены на туристические продукты в североевропейских странах (Великобритания, Швеция)
- социально-экономические и этнические проблемы в восточноевропейских странах;
- рост популярности стран Юго-Восточной Азии.

Туристические потоки в основном направлены в центры отдыха Западной и Южной Европы (Франция, Испания, Италия), такая концентрация — результат привычки к летнему пляжному отдыху. Великобритания известна образовательным туризмом, а Северная Европа (Скандинавия и Ирландия) специализируются на экологическом туризме.

### Америка
Америка является третьим после Европы и Азии и Тихоокеании регионом по числу иностранных туристов. Это Южная, Центральная и Северная Америки, острова Карибского бассейна. Половина международных прибытий в регион приходится на США и Канаду, а европейцы занимают здесь 1-е место — 15 %.
США и Канада — огромный внутренний туристический рынок и высокоразвитая инфраструктура с обширной гостиничной сетью и транспортной индустрией. Второе место занимают Карибские острова, принимающие 12 млн туристов в год. В Южной Америке туристические потоки относительно слабы из-за политической нестабильности и экономического развития. Основные виды туризма — пляжный, спортивный, экскурсионный, бизнес-туризм.
Доходы от международного туризма достигают 10—20 % от общих доходов экспорта. Такой высокий уровень является следствием конкурентоспособности региона и специализацией некоторых районов на туризме.

### Восточная Азия и Тихоокеанский регион (ВАТ)
ВАТ находится на втором месте в мире по уровню развития туризма, а массовое посещение отдыхающими этого региона началось в 80-х годах XX века. В основном это индустриальные страны — активные экспортёры товаров: Малайзия, Сингапур, Южная Корея, Таиланд, Индонезия, Индия, Пакистан, Тайвань.
С 1985 года эти страны увеличили свою долю в прибытии туристов до 18 %, а финансовые поступления от туризма — до 20 %. Основной туристский поток генерируют сами страны региона (78 %). Так, например, Япония финансово стимулирует проведение каникул японцами за рубежом. Второе и третье места делят Европа и США.
ВАТ привлекает туристов своей уникальной природой, а новые индустриальные страны бизнес-турами. Развлекательный туризм развит в Японии, Южной Корее и на Тайване. Японская индустрия занимает второе место в мире после США. Сингапур предлагает шоп-туризм. Таиланд осваивает новые пляжи на южном побережье страны, организовывает познавательные поездки в северную часть. В крупнейших городах существует востребованная индустрия секс-туризма.
Хорошо развит туризм в Австралии и Новой Зеландии, в Меланезии и Микронезии. Отдых на островах Тихого океана выигрывает от относительной близости австралийского рынка и имеет хороший имидж в Европе.
В регионе ВАТ средние расходы одного туриста превышают среднемировой уровень в 659 долларов и составляет 764 долларов. Хотя в некоторых странах, таких как Китай или Монголия, траты отдыхающих крайне малы — до 200 долларов.

### Африка
Число иностранных туристов, посещающих Африку, и денежные поступления от них относительно невелики и составляют около 2—3 % общемировых. Рост международного туризма в Африке сдерживался из-за высоких цен африканского продукта на туристообразующих рынках. Однако в последние годы регион переключился на недорогой массовый, преимущественно пляжный туризм, особенно на севере континента у берегов Средиземного моря.
Самым крупным генерирующим рынком для стран региона являются сами африканские страны, дающие до 50 % всех туристов. Другие туристообразующие страны — это Франция, Германия, Великобритания. Это объясняется тем, что не так давно эти страны были метрополиями африканских колоний.
Наиболее популярные места отдыха туристов расположены: на севере — Тунис, Египет, Марокко; на востоке — Кения, Танзания, Сейшельские острова, Маврикий, Зимбабве. Некоторые из них специализируются на элитном пляжном туризме и развивают высококлассную гостиничную индустрию, получая с каждого отдыхающего до 900 долларов.
На юге Африки популярным туристским центром является ЮАР, которая возглавляет список первых стран континента по прибытиям и поступлениям. ЮАР имеет развитую транспортную и гостиничную инфраструктуру, а также становится модной страной в международном туризме.
Однако Африка в целом отстаёт в международном туризме, потому что многие страны региона экономически не развиты и не имеют политической стабильности, а также во многих частях континента продолжаются военные конфликты, эпидемии.

### Россия
По данным Федеральной пограничной службы, в 2003 году с туристскими целями из России выезжало 5,7 млн человек, в 2004 году — 6,6 млн человек, в 2005 году — 6,78 млн человек, в 2006 году — 7,75 млн человек.
Формирование российского туристского рынка началось с 1990-х годов, когда одновременно шло три процесса: распад предприятий советского времени (экскурсионных бюро, бюро путешествий); создание новых предприятий, которые впоследствии стали называться туроператорами и турагентами; модификация старых туристских предприятий путём перестройки на разработку туристского продукта, имеющего спрос у российского потребителя.
Некоторые страны ввели ряд мер по привлечению российских туристов: страны бывшего социалистического содружества Чехия, Венгрия, Болгария и др.; упрощение визовых формальностей в Греции, Испании и отмена виз в Израиль; экономические туры для российских туристов (Египет, Турция).
Наиболее приоритетными направлениями внутреннего туризма стали Европейская часть России, Кавказ и горы Западной Сибири. Это отдых в приморских городах — (Сочи, Геленджик, курорты калининградского взморья); познавательный туризм в культурно-исторических центрах («Золотое кольцо России», Нижний Новгород, Москва, Санкт-Петербург, Псков, Углич, Ярославль, Дмитров, Казань). Экологический и спортивный туризм, сафари-туры (охота, рыбалка) развиваются практически на всей территории страны, популярны речные круизы по Волге, Лене, Иртышу, Енисею, морские круизы на Дальнем Востоке. Зимние виды туризма, альпинизм, водный туризм, треккинг культивируются на Урале, в частности на севере Пермского края, Алтае, Кавказе, Камчатке, в Карелии, Архангельской области. Все большее значение в России приобретает альтернативный туризм (см. разд. Литература) — туризм нестандартных достопримечательностей техногенного, архитектурного, природного и др. характера.
Статистика российского туризма за границей (исключая страны постсоветского пространства)
Российские туристы за границей в 2010—2011 гг.:
| #        | в страну:      | в 2010 году (тыс. чел.) | в 2011 году (тыс. чел.) | в 2012 году (тыс. чел.) |
| -------- | -------------- | ----------------------- | ----------------------- | ----------------------- |
| 1        | Турция         | 2368                    | 2682                    | 2516                    |
| 2        | Египет         | 2198                    | 1453                    | 1907                    |
| 3        | Китай          | 1440                    | 1502                    | 1329                    |
| 4        | Таиланд        | 264                     | 780                     | 885                     |
| 5        | Испания        | 411                     | 645                     | 792                     |
| 6        | Германия       | 471                     | 702                     | 713                     |
| 7        | Греция         | 387                     | 612                     | 690                     |
| 8        | Италия         | 451                     | 572                     | 571                     |
| 9        | ОАЭ            | 287                     | 395                     | 549                     |
| 10       | Финляндия      | 709                     | 912                     | 512                     |
| 11       | Кипр           | 234                     | 324                     | 405                     |
| 12       | Болгария       | 263                     | 340                     | 389                     |
| 13       | Чехия          | 267                     | 367                     | 380                     |
| 14       | Франция        | 223                     | 267                     | 299                     |
| 15       | Австрия        | 136                     | 191                     | 219                     |
| 16       | Израиль        | 185                     | 226                     | 219                     |
| 17       | Тунис          | 180                     | 145                     | 207                     |
| 18       | Швейцария      | 121                     | 149                     | 177                     |
| 19       | Великобритания | 120                     | 154                     | 164                     |
| 20       | США            | 86                      | 112                     | 134                     |
| 21       | Хорватия       | 99                      | 106                     | 109                     |
| весь мир | весь мир       | 12 600                  | 14 500                  | 15 332                  |

Данные показатели напрямую зависят от изменения цен на туры.

## Риски и опасности туризма
- Экологические опасности. Прежде всего туризм воздействует на окружающую среду чрезмерной концентрацией производства и людей в туристских центрах, осваивает ранее не использовавшиеся природные комплексы и усиливает воздействие других отраслей (сельское хозяйство, строительство, лесозаготовки, охотничьи промыслы, рыболовство)[27].
- Утрата культурных ценностей. Коммерциализация жизни и развитие туризма в отдельных регионах приводит к опошлению традиций и падению престижа национальных культур. Особую озабоченность у мировой общественности вызывает секс-туризм и вывоз туристами произведений искусств.
- Негативное воздействие окружающей среды. Природная среда постоянно угрожает человеку различными стихийными бедствиями. Социальная среда имеет такие проблемы как эпидемии, ВИЧ-инфекции, преступность, распространение наркотиков, насилие, терроризм, пиратство, военные осложнения. Ежегодно порядка 30 государств относят к числу неблагоприятных для туризма.
- Техногенные опасности. Одними из самых серьёзных рисков в туризме остаются транспортные происшествия, аварии и катастрофы. Аварии и пожары на объектах туриндустрии ежегодно приводят к травмам и смертельным случаям среди туристов[28].
- Культурные конфликты достаточно широко распространены в туризме, разница культур и обычаев народов и стран часто приводит к взаимному непониманию[29], порой трагическому.
- Личный фактор. Порой, приехав на курорт, и с головой окунувшись во все прелести беззаботной жизни, туристы забывают о необходимом качестве любого отдыхающего — бдительности[30]. Этим пользуются не только представители «низших социальных слоев общества», но зачастую и официальные представители туристических услуг, будь то: туристические агентства, страховые компании, агенты перевозчики, либо же служащие отелей, гостиниц, пансионатов и т. п. И что больше всего расстраивает, что тенденций к снижению подобных случаев не наблюдается.

## Стимулирование туризма

### Популяризация туризма
Популяризация туризма — это разнообразная агитационная деятельность, направленная на привлечение людей к занятию туризмом. Популяризация туризма проводится через средства массовой информации (телевидение, радио, Интернет), а также в личном общении между людьми в клубах по интересам и туристских мероприятиях. Популяризации туризма также способствует искусство, в частности кинематограф, а также жанр авторской песни, в котором теме туризма уделяется большое место.
Традиционные формы популяризации туризма:
- Телевизионные передачи и кино, посвящённые популяризации туризма. Среди телевизионных передач можно выделить «Клуб путешественников» — одна из самых знаменитых программ советского и российского телевидения, пропагандирующая путешествия и туризм, а также «Непутёвые заметки», «Орёл и решка» и др.
- Поход выходного дня — организованная вылазка на природу на выходные. Как правило, приглашаются все желающие.
- Туристский клуб (туристское объединение) — основная форма организации туристов спортивного туризма.

### Развитие инфраструктуры туризма
Для привлечения туристов необходимо создавать:
- качественные и доступные гостиницы
- спортивные, оздоровительные и развлекательные комплексы
- удобные автодороги, автостоянки, автомобильные мосты и тоннели, способствующие прокату автомобилей туристами и привлекающие автотуристов, особенно в сложных условиях Крайнего Севера и Дальнего Востока[32][33][34][35][36]